# Cicindela ohlone
Cicindela ohlone (Engels: Ohlone tiger beetle) is een keversoort uit de familie van de loopkevers (Carabidae). De soort is endemisch in de Amerikaanse staat Californië, meer bepaald in Santa Cruz County, waar ze in 1987 ontdekt werd door Isaac Field. De wetenschappelijke naam van de soort is voor het eerst geldig gepubliceerd in 1993 door Richard Freitag en David H. Kavanaugh.
Cicindela ohlone varieert in lengte van 9,5 mm tot 12,5 mm; de vrouwtjes zijn doorgaans groter dan de mannetjes. Het lichaam is helder groen met bronskleurige vlekjes op het dorsum en dekschild. De kever is nauw verwant aan Cicindela purpurea.
Op 31 oktober 2001 werd Cicindela ohlone opgenomen als bedreigde soort onder de Amerikaanse Endangered Species Act van 1973.